# Acacia mitodes
Acacia mitodes är en ärtväxtart som beskrevs av Alexander Segger George. Acacia mitodes ingår i släktet akacior, och familjen ärtväxter. Inga underarter finns listade i Catalogue of Life.